# Lichtorgel

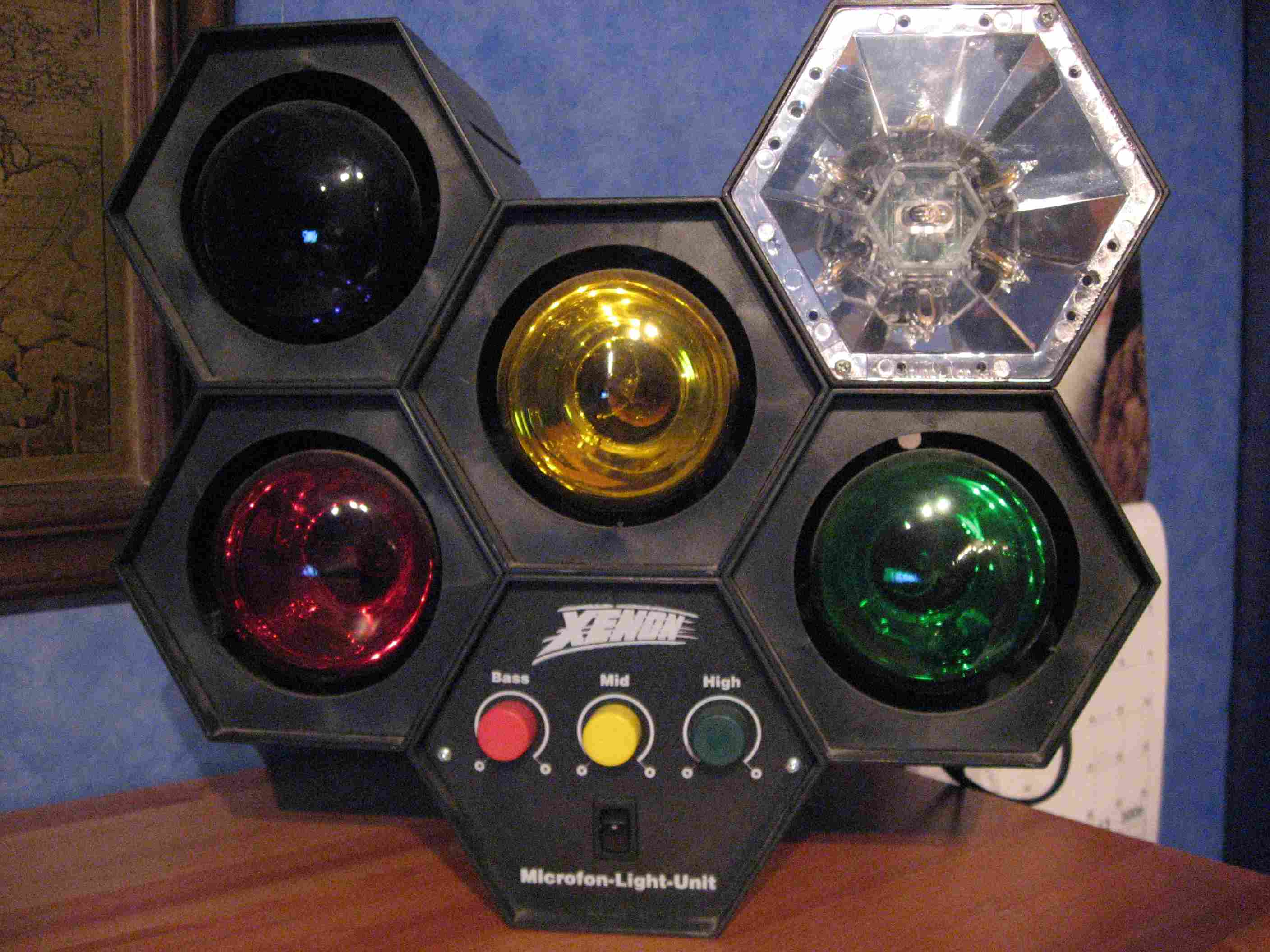
Lichtorgel met stroboscoop

Een lichtorgel is een elektronisch apparaat dat lichteffecten produceert op de maat van muziek. Lichtorgels kwamen rond de jaren 1970 in zwang in discotheken en op feestjes waar dansmuziek werd gedraaid. Geleidelijk aan maakte het gebruik ervan in discotheken echter plaats voor lichteffecten, die worden geactiveerd door een lichtjockey via een lichttafel of door een pc met muziekvisualisatiesoftware. Een lichtorgel moet niet worden verward met een kleurenklavier, zoals ontworpen door onder andere Louis Bertrand Castel en Aleksandr Skrjabin.

## Werking
Een typisch lichtorgel uit de jaren zeventig had meestal drie gekleurde reflectorlampenː rood voor de lage tonen (bas), geel voor de middentonen en blauw voor de hoge tonen. Het audiosignaal werd afgetapt van een van de twee luidsprekeraansluitingen van een audioversterker of opgenomen via een microfoon. Een elektronische schakeling splitste het audiosignaal in de drie kanalen: laag, midden en hoog. De meeste lichtorgels werkten volgens het aan/uit-principe, dat wil zeggen een lamp werd ingeschakeld wanneer de geluidsterkte van het betreffende kanaal een bepaald niveau overschreed. Betere lichtorgels regelden de lichtsterkte van een lamp afhankelijk van de geluidsterkte met behulp van een dimschakeling. Voor het schakelen van de lampen werden triacs (halfgeleiderschakelaars) gebruikt. Vanwege de eenvoudige constructie was het een populair zelfbouwproject voor hobbyisten. Er waren ook lichtorgels met meer dan drie kanalen, vaak gecombineerd met looplicht, stroboscoop en laser.
Eind jaren tachtig kwamen de eerste complexere lichtregelaars op de markt, die het lichtorgel overbodig maakten en gebruik maakten van het in 1986 geïntroduceerde communicatieprotocol DMX512. De verschillende soorten lampen en armaturen zijn hier met elkaar verbonden via een seriële communicatiebus en worden gestuurd vanuit een DMX-paneel (lichttafel). Sinds de opkomst van de pc's wordt de lichttechniek meestal door de computer gestuurd met behulp van muziekvisualisatiesoftware. In het verleden werd gewerkt met gloeilampen; tegenwoordig worden alleen nog leds gebruikt, die minder hitte produceren en minder energie verbruiken. 